# Welcome to the Rileys
Welcome to the Rileys is een Amerikaanse onafhankelijke dramafilm uit 2010. De film werd geregisseerd door Jake Scott naar een scenario van Ken Hixon; James Gandolfini, Kristen Stewart en Melissa Leo spelen de hoofdrollen. De film ging in première op het Sundance Film Festival 2010.

## Verhaal
Doug (James Gandolfini) en Lois Riley (Melissa Leo) hebben hun dochter verloren in een verkeersongeluk en hun huwelijk heeft daar onder te lijden. Doug heeft een affaire met een serveerster en Lois durft het huis niet meer uit. Als Doug op een congres in New Orleans is komt hij de 16-jarige stripper en prostituee Mallory (Kristen Stewart) tegen. Hij is niet geïnteresseerd in een lapdance of haar seksuele diensten, in plaats daarvan besluit hij bij haar te gaan wonen. Doug belt Lois op en zegt dat hij voorlopig niet meer terug naar huis komt.

## Rolverdeling
| Acteur           | Personage       | Opmerkingen |
| ---------------- | --------------- | ----------- |
| James Gandolfini | Doug Riley      | hoofdrol    |
| Kristen Stewart  | Allison/Mallory | hoofdrol    |
| Melissa Leo      | Lois Riley      | hoofdrol    |
| Eisa Davis       | Vivian          |             |
| David Jensen     | Ed              |             |
| Kathy Lamkin     | Charlene        |             |
| Joe Chrest       | Jerry           |             |
| Ally Sheedy      | Harriet         |             |